# Anoectochilus grandiflorus
Anoectochilus grandiflorus är en orkidéart som beskrevs av John Lindley. Anoectochilus grandiflorus ingår i släktet Anoectochilus och familjen orkidéer. Inga underarter finns listade i Catalogue of Life.